# István Cserjés
István Cserjés (Soltszentimre, 27 de abril de 1927 - Soltszentimre, 5 de mayo de 2014) fue un futbolista húngaro que jugaba en la demarcación de delantero.

## Biografía
Jugó en las filas inferiores del Budapest Honvéd FC desde 1938 hasta 1946, cuando subió al primer equipo y debutó profesionalmente. Jugó en el club durante cinco temporadas y ganó la Nemzeti Bajnokság I en la temporada 1949/1950. Justo un año después fue traspasado al Dunaújváros FC, donde jugó una temporada. Finalmente, en 1952 fichó por el VL KISTEX, retirándose al final de la temporada 1952/1953.
Falleció el 5 de mayo de 2014 en Soltszentimre a los 87 años de edad.

## Clubes
| Club               | País    | Año         |
| ------------------ | ------- | ----------- |
| Budapest Honvéd SE | Hungría | 1946 - 1951 |
| Sztálin Vasmű      | Hungría | 1951 - 1952 |
| VL KISTEX          | Hungría | 1952 - 1953 |

## Palmarés

### Campeonatos nacionales
| Título              | Club               | País    | Año  |
| ------------------- | ------------------ | ------- | ---- |
| Nemzeti Bajnokság I | Budapest Honvéd SE | Hungría | 1950 |